# Jake Shields
Jake Shields (Summertown, 9 de janeiro de 1979) é um lutador de artes marciais mistas norte-americano, que compete na categoria meio-médio. Ele já foi campeão em quatro eventos diferentes: Rumble on the Rock, Elite XC, Shooto e Strikeforce.

## Carreira no MMA
Jake começou a treinar wrestling com nove anos. Em setembro de 1999, Shields conheceu Chuck Liddell, que o convidou para participar de suas aulas. Poucas semanas depois, Jake estreou no MMA. Jake é faixa preta de César Gracie e All American wrestler na Cuesta College.

### UFC
Após conquistar vitórias sobre atletas como Robbie Lawler, Yushin Okami, Carlos Condit, Demian Maia e Dan Henderson, Jake assinou com o UFC, evento no qual estreou vencendo Martin Kampmann por decisão dividida. Esta vitória o credenciou a disputar o cinturão dos meio-médio contra Georges St-Pierre.
No dia 30 de abril de 2011, no UFC 129, Shields perdeu a disputa do cinturão por decisão unânime. A derrota para o lutador canadense pôs fim a uma série de 15 vitórias.
Após perder para Hector Lombard no UFC 171, Shields foi demitido pelo UFC, evento em que fez 8 lutas, sendo 4 vitórias, 3 derrotas e 1 "no contest".

### World Series of Fighting
Depois ser demitido pelo UFC, Shields assinou com o World Series of Fighting. Ele enfrentaria o também ex-UFC Jon Fitch em 5 de julho de 2014 no WSOF 11. No entanto, uma lesão no ombro o tirou da luta.
Ele fez sua estréia contra o Campeão Meio Médio Canadense do WSOF, Ryan Ford em 11 de Outubro de 2014 no WSOF 14. Ele venceu por finalização no primeiro round.
Shields derrotou Brian Foster em 17 de Janeiro de 2015 no WSOF 17 por finalização no primeiro round por finalização com um mata leão para conseguir a chance de disputar o Cinturão Meio Médio do WSOF.
Em sua tentativa de vencer o título, enfrentando o campeão Rousimar Palhares em 1 de Agosto de 2015 no WSOF 22, Shields foi derrotado por finalização no terceiro round, sendo essa sua primeira derrota por finalização na carreira, entretando após analisar as imagens,  o vice presidente da WSOF suspendeu Rousimar, ele foi acusado de segurar a finalização por mais tempo mesmo com o juiz e Shields sinalizando o fim da luta, fato esse que causou a suspensão e perda do título.

## Títulos e conquistas
- Campeão  profissional Absoluto de Submission  na Califórnia
- Campeão do Gracie Open Superfight
- Terceiro lugar no mundial de ADCC no campeonato Submission Wrestling
- Campeão do Shooto Americas
- Campeão do Pacific Rim
- Campeão do Gladiator Challenge
- Campeão mundial do Shooto
- Campeão meio-médio do Rumble on The Rock
- Bicampeão meio-médio do EliteXC
- Campeão meio-médio do Strikeforce (duas vezes)

## Cartel no MMA
| Cartel no MMA   |             |            |
| 42 lutas        | 31 vitórias | 9 derrotas |
| Por nocaute     | 3           | 2          |
| Por finalização | 12          | 1          |
| Por decisão     | 16          | 6          |
| Empates         | 1           | 1          |
| No contest      | 1           | 1          |

| Res.    | Cartel     | Oponente          | Método                        | Evento                                      | Data       | Round | Tempo | Local                     | Notas                                                  |
| ------- | ---------- | ----------------- | ----------------------------- | ------------------------------------------- | ---------- | ----- | ----- | ------------------------- | ------------------------------------------------------ |
| Derrota | 31-9-1 (1) | Jon Fitch         | Decisão (unânime)             | WSOF 34                                     | 31/12/2016 | 5     | 5:00  | Nova Iorque               | Pelo Cinturão Meio Médio do WSOF.                      |
| Derrota | 31-8-1 (1) | Rousimar Palhares | Finalização (kimura)          | WSOF 22: Palhares vs. Shields               | 01/08/2015 | 3     | 2:02  | Las Vegas, Nevada         | Pelo Cinturão Meio Médio do WSOF.                      |
| Vitória | 31-7-1 (1) | Brian Foster      | Finalização (mata leão)       | WSOF 17: Shields vs. Foster                 | 17/01/2015 | 1     | 2:51  | Las Vegas, Nevada         |                                                        |
| Vitória | 30-7-1 (1) | Ryan Ford         | Finalização (mata leão)       | WSOF 14: Ford vs. Shields                   | 11/10/2014 | 1     | 4:29  | Edmonton, Alberta         | Estreia no WSOF.                                       |
| Derrota | 29-7-1 (1) | Hector Lombard    | Decisão (unânime)             | UFC 171: Hendricks vs. Lawler               | 15/03/2014 | 3     | 5:00  | Dallas, Texas             |                                                        |
| Vitória | 29-6-1 (1) | Demian Maia       | Decisão (dividida)            | UFC Fight Night: Maia vs. Shields           | 09/10/2013 | 5     | 5:00  | Barueri, São Paulo        |                                                        |
| Vitória | 28-6-1 (1) | Tyron Woodley     | Decisão (dividida)            | UFC 161: Evans vs. Henderson                | 15/06/2013 | 3     | 5:00  | Winnipeg, Manitoba        | Voltou aos Meio-médios.                                |
| NC      | 27-6-1 (1) | Ed Herman         | Sem Resultado                 | UFC 150: Henderson vs. Edgar II             | 11/08/2012 | 3     | 5:00  | Denver, Colorado          | Originalmente vitória por decisão; Luta no Peso Médio. |
| Vitória | 27–6–1     | Yoshihiro Akiyama | Decisão (unânime)             | UFC 144: Edgar vs. Henderson                | 26/02/2012 | 3     | 5:00  | Saitama                   |                                                        |
| Derrota | 26–6–1     | Jake Ellenberger  | TKO (joelhada e socos)        | UFC Fight Night: Shields vs. Ellenberger    | 17/09/2011 | 1     | 0:53  | Nova Orleans, Louisiana   |                                                        |
| Derrota | 26–5–1     | Georges St-Pierre | Decisão (unânime)             | UFC 129: St. Pierre vs. Shields             | 30/04/2011 | 5     | 5:00  | Toronto, Ontário          | Pelo Cinturão Meio-médio do UFC.                       |
| Vitória | 26–4–1     | Martin Kampmann   | Decisão (dividida)            | UFC 121: Lesnar vs. Velasquez               | 23/10/2010 | 3     | 5:00  | Anaheim, Califórnia       | Se tornou o desafiante Nº1 ao Título Meio-médio.       |
| Vitória | 25–4–1     | Dan Henderson     | Decisão (unânime)             | Strikeforce: Nashville                      | 17/04/2010 | 5     | 5:00  | Nashville, Tennessee      | Defendeu o Cinturão Peso Médio do Strikeforce.         |
| Vitória | 24–4–1     | Jason Miller      | Decisão (unânime)             | Strikeforce: Fedor vs. Rogers               | 07/11/2009 | 5     | 5:00  | Hoffman Estates, Illinois | Ganhou o Cinturão Peso Médio do Strikeforce.           |
| Vitória | 23–4–1     | Robbie Lawler     | Finalização (guilhotina)      | Strikeforce: Lawler vs. Shields             | 06/06/2009 | 1     | 2:02  | St. Louis, Missouri       | Peso Combinado (182 Ibs).                              |
| Vitória | 22–4–1     | Paul Daley        | Finalização (chave de braço)  | EliteXC: Heat                               | 04/10/2008 | 2     | 3:47  | Sunrise, Flórida          | Defendeu o Cinturão Meio-médio do EliteXC.             |
| Vitória | 21–4–1     | Nick Thompson     | Finalização (guilhotina)      | EliteXC: Unfinished Business                | 26/07/2008 | 1     | 1:03  | Stockton, Califórnia      | Ganhou o Cinturão Inaugural Meio Médio do EliteXC.     |
| Vitória | 20–4–1     | Mike Pyle         | Finalização (mata-leão)       | EliteXC: Renegade                           | 10/11/2007 | 1     | 3:39  | Corpus Christi, Texas     |                                                        |
| Vitória | 19–4–1     | Renato Veríssimo  | TKO (socos e cotoveladas)     | EliteXC: Uprising                           | 15/09/2007 | 1     | 4:00  | Honolulu, Havaí           | Peso Combinado (175 Ibs).                              |
| Vitória | 18–4–1     | Ido Pariente      | Finalização (mata-leão)       | Dynamite!! USA                              | 02/06/2007 | 1     | 2:06  | Los Angeles, Califórnia   |                                                        |
| Vitória | 17–4–1     | Ray Steinbeiss    | Finalização (guilhotina)      | Bodog Fight: Costa Rica Combat              | 18/02/2007 | 1     | 1:29  | Costa Rica                |                                                        |
| Vitória | 16–4–1     | Steve Berger      | TKO (socos)                   | FCP: Malice at Cow Palace                   | 09/09/2006 | 2     | 1:36  | San Francisco, Califórnia |                                                        |
| Vitória | 15–4–1     | Carlos Condit     | Decisão (unânime)             | Rumble on the Rock 9                        | 21/04/2006 | 3     | 5:00  | Honolulu, Havaí           | Final do Torneio Meio-médio do ROTR.                   |
| Vitória | 14–4–1     | Yushin Okami      | Decisão (majoritária)         | Rumble on the Rock 9                        | 21/04/2006 | 3     | 5:00  | Honolulu, Havaí           | Semifinal do Torneio Meio Médio do ROTR.               |
| Vitória | 13–4–1     | Dave Menne        | Decisão (unânime)             | Rumble on the Rock 8                        | 10/01/2006 | 3     | 5:00  | Honolulu, Havaí           | Quartas de Final do Torneio Meio Médio do ROTR.        |
| Vitória | 12–4–1     | Toby Imada        | Decisão (unânime)             | Kage Kombat                                 | 12/11/2005 | 3     | 5:00  | Califórnia                |                                                        |
| Derrota | 11–4–1     | Akira Kikuchi     | Decisão (unânime)             | Shooto: Year End Show 2004                  | 14/12/2004 | 3     | 5:00  | Tóquio                    | Perdeu o Cinturão Meio Médio do Shooto.                |
| Vitória | 11–3–1     | Ray Cooper        | Finalização (mata-leão)       | Shooto Hawaii: Soljah Fight Night           | 09/07/2004 | 1     | 3:29  | Honolulu, Havaí           | Ganhou o Cinturão Vago Meio Médio do Shooto.           |
| Empate  | 10–3–1     | Kazuo Misaki      | Empate                        | Pancrase: Hybrid 10                         | 30/11/2003 | 3     | 5:00  | Tóquio                    |                                                        |
| Vitória | 10–3       | Akira Kikuchi     | Decisão (unânime)             | Shooto: 8/10 in Yokohama Cultural Gymnasium | 10/08/2003 | 3     | 5:00  | Tóquio                    |                                                        |
| Vitória | 9–3        | Milton Vieira     | Decisão (unânime)             | Shooto: Midwest Fighting                    | 21/05/2003 | 3     | 5:00  | Hammond, Indiana          |                                                        |
| Vitória | 8–3        | Hayato Sakurai    | Decisão (unânime)             | Shooto: Year End Show 2002                  | 14/12/2002 | 3     | 5:00  | Chiba                     |                                                        |
| Derrota | 7–3        | Ray Cooper        | Decisão (majoritária)         | Warriors Quest 6: Best of the Best          | 03/08/2002 | 3     | 5:00  | Honolulu, Havaí           |                                                        |
| Vitória | 7–2        | Robert Ferguson   | Decisão (unânime)             | GC 7: Casualties of War                     | 04/11/2011 | 2     | 5:00  | Colusa, Califórnia        |                                                        |
| Vitória | 6–2        | Jeremy Jackson    | Finalização (mata-leão)       | GC 6: Caged Beasts                          | 09/09/2011 | 1     | 2:03  | Colusa, Califórnia        |                                                        |
| Vitória | 5–2        | Tracy Hess        | Decisão (unânime)             | GC 3: Showdown at Soboba                    | 07/04/2001 | 2     | 5:00  | Friant, Califórnia        |                                                        |
| Vitória | 4–2        | Randy Velarde     | Finalização (mata-leão)       | GC 2: Collision at Colusa                   | 18/02/2001 | 2     | 3:19  | Colusa, Califórnia        | Estréia nos Meio Médios.                               |
| Derrota | 3–2        | Phillip Miller    | Decisão (unânime)             | IFC: Warriors Challenge 9                   | 18/07/2000 | 2     | 8:00  | Friant, Califórnia        |                                                        |
| Vitória | 3–1        | Shannon Ritch     | Finalização (estrangulamento) | Best of the Best                            | 04/05/2000 | 1     | 2:45  | Tempe, Arizona            |                                                        |
| Derrota | 2–1        | Marty Armendarez  | TKO (socos)                   | IFC: Warriors Challenge 6                   | 25/03/2000 | 1     | 7:34  | Friant, Califórnia        | Pelo Cinturão dos Médios do IFC.                       |
| Vitória | 2–0        | Brian Warren      | Decisão (unânime)             | CFF: The Cobra Challenge 1999               | 11/12/1999 | 1     | 10:00 | Anza, Califórnia          |                                                        |
| Vitória | 1–0        | Paul Harrison     | TKO (socos)                   | CFF: The Cobra Qualifier 1999               | 23/10/1999 | 1     | 3:22  | Anza, Califórnia          |                                                        |